# Orde van Sint-Nicolaas de Wonderdoener
De Militaire Orde van Sint-Nicolaas de Wonderdoener (Russisch: Императорский Военный Орден Святителя Николая Чудотворца, Imperatorski Vojennyj Orden Svjatitelja Nikolaja Tsjoedotvortsa) geheten, is een na de Russische Revolutie ingestelde dynastieke orde van het Huis Romanov. De in ballingschap levende Romanovs maken aanspraak op de Russische troon en er zijn meerdere pretendenten. De Orde van Sint-Nicolaas de Wonderdoener ontleent zijn naam aan de in de Russisch-orthodoxe Kerk zeer geliefde Sint-Nicolaas.

## Geschiedenis

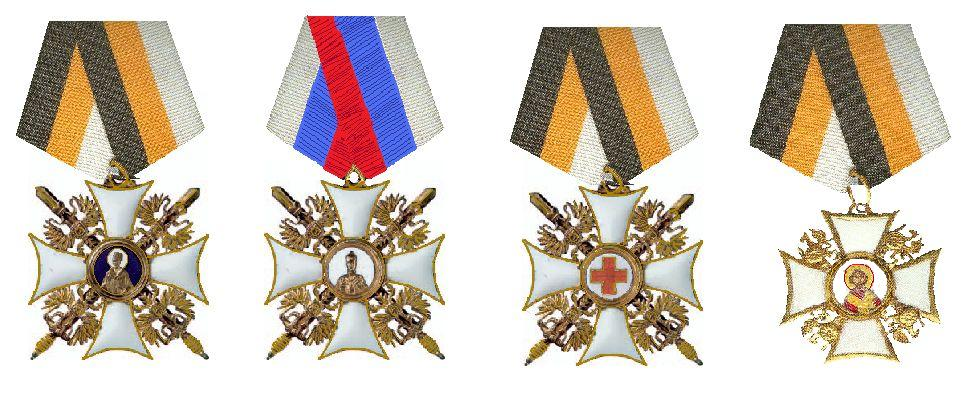
Vier kruisen

De orde werd in 1915 aan tsaar Nicolaas II voorgesteld en het idee vond een goede ontvangst. Van een formele instelling kwam het niet maar op 1 augustus 1929 heeft grootvorst Kirill, voor zijn aanhangers Kirill I van Rusland, de orde ingesteld als een decoratie voor al diegenen die in de Eerste Wereldoorlog onder Russisch commando hadden gevochten. De gesneuvelde militairen konden postuum in deze orde worden opgenomen. Ook vreemdelingen konden worden benoemd. De orde was strikt genomen een decoratie, geen ridderorde of huisorde.
Het lint was zwart, geel en rood. Zij die na de abdicatie van de tsaar in de Russische krijgsmacht vochten droegen hun kruis aan een wit-blauw-rood lint.
De medewerkers van het Rode Kruis kregen een klein rood Kruis van Genève op de onderste arm van het kruis en zij die aan een veldslag hadden deelgenomen mochten een paar gekruiste zwaarden op het lint aanbrengen. Voor de talrijke niet-christenen in het Russische leger was er een kruis voorzien met het monogram van Nicolaas II in het medaillon.
Het lidmaatschap van de orde, die een enkele klasse had, was erfelijk, daarin werd het voorbeeld van de herinneringsmedaille 1813 en van een klein aantal andere Russische orden gevolgd. Er zijn geëmailleerde en ongeëmailleerde kruisen bekend. Misschien werden de eenvoudiger kruisen aan onderofficieren en manschappen gegeven terwijl de officieren de duurdere kruisen met wit emaille droegen. In de literatuur is ook sprake van kruisen met blauw emaille.

### De orde na de hervorming van 2001
Op 4 augustus 2001 besloot de troonpretendente grootvorstin Maria Vladimirovna van Rusland de orde grondig te hervormen. De veteranen van de Eerste Wereldoorlog waren inmiddels allen gestorven. De nieuwe leden van de orde zouden in drie graden worden benoemd. De orde werd bestemd voor officieren en generaals in het Russische leger. Het lidmaatschap werd wederom erfelijk in de mannelijke lijn verklaard. De oudste zoon erft het ereteken en het recht om dit ereteken te dragen. De pretendente verving de dubbele adelaar in de armen van het kruis door vier vergulde bewapende griffioenen, het oude wapendier van de Romanovs.
- Ie Klasse, vergelijkbaar met een grootkruis.

Het kruis wordt gedragen aan een over de rechterschouder gedragen grootlint. Op de linkerborst wordt een ster gedragen. Over deze ster schrijft een bron dat er geen ster bestaat en dat de grootkruisen alleen een grootlint over de rechterschouder dragen. In zijn standaardwerk over ridderorden beschrijft Guy Stair Sainty wél een zilveren ster.
- IIe Klasse, vergelijkbaar met een commandeur.

Het kruis wordt gedragen aan een lint om de hals.
- IIIe Klasse, vergelijkbaar met een ridderkruis.

Het kruis wordt gedragen aan een tot een vijfhoek gevouwen lint op de linkerborst.

### De orde in het huidige Rusland
Op 14 december 2001 besloot de minister van Defensie van de Russische Federatie, Sergei Ivanov, dat militairen in actieve dienst de orde mochten aannemen en dragen. Daarop werden de eerste leden in alle drie de graden benoemd door de grootvorstin.

## De insignia

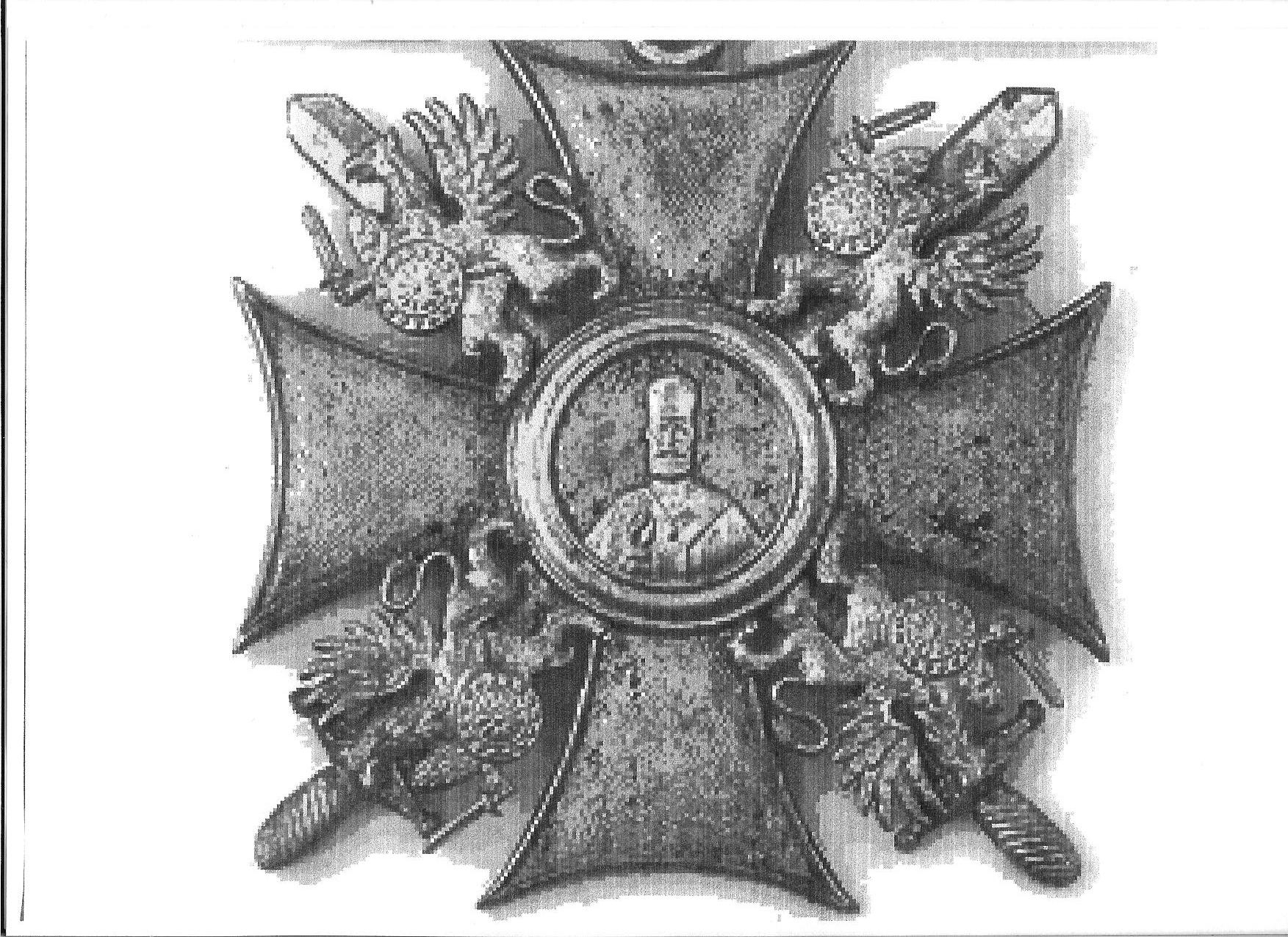
Een kruis uit de jaren '20 met griffioenen en zwaarden. Het kruis is niet geëmailleerd

Omdat juweliers in Europa het voorbeeld van de kruisen met enige vrijheid volgden zijn er meerdere uitvoeringen bekend. De literatuur is over deze verschillende kruisen ook niet eenduidig. Men noemt verschillende kleuren emaille.
Het kruis is een kruis pattée met gouden randen, soms zijn deze breed, en witte of blauwe emaille op de voorzijde. Het centrale medaillon draagt meestal een afbeelding van Sint Nicolaas op een witte of blauwe achtergrond. soms met een gouden nimbus, soms niet. Er zijn ook kruisen voor niet-christenen met het monogram van Tsaar Nicolaas II en kruisen met het rode Kruis van Genève in het witte medaillon.De heilige is volgens de Russisch orthodoxe traditie afgebeeld en de iconografie komt niet overeen met het in het Westen bekende beeld van een Nicolaas met mijter en staf. Er wordt ook melding gemaakt van kruisen voor niet-christen met het monogram "K I".
Tussen de armen van het kruis vindt men griffioenen, griffioenen met zwaarden, dubbele gouden adelaars op zwaarden of griffioenen.
De moderne kruisen dragen een fijn geschilderde afbeelding van Sint-Nicolaas in een rode met goud afgezette mantel op een witte achtergrond.
Op de oudere kruisen staat op het niet geëmailleerde centrale medaillon van de keerzijde "ВЕЛ. MIPOB. ВОЙНА 1914 Г.-1917 Г.". Op moderne kruisen staat "ЗА ВОЕННЫЕ ЗАСЛУГИ". Op de rand van het medaillon staat in het Russisch het motto "Dolg-Tchest-Otetchestvo".
Op de keerzijde dragen de armen de monogrammen van Nicolaas II en Cyril I met het nummer van het kruis (gerekend vanaf 2001) op de onderste arm.
Volgens sommige bronnen dragen de grootkruisen niet de gebruikelijke ster op de borst. Dumin spreekt wel over een ster.

## Het diploma

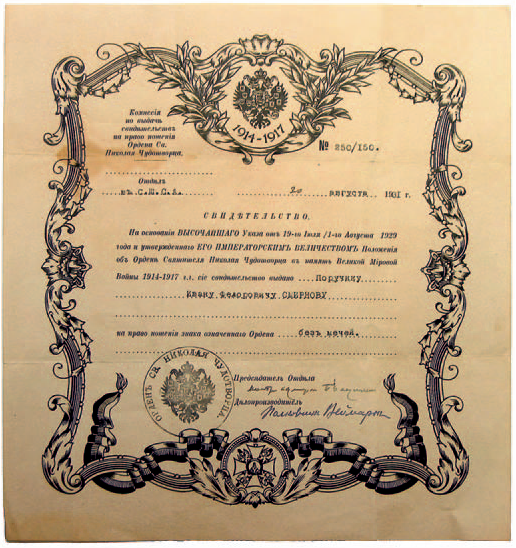
Het diploma

De Russische tsaar in ballingschap liet in Frankrijk fraai versierde diploma's in tweekleurendruk, zwart en blauw, drukken waarmee de dragers van deze ridderorde hun recht konden aantonen. Het diploma is ook van belang voor de nakomelingen van de originele gedecoreerden omdat de oudste zoon het recht erft om het kruis te dragen. De diploma's werden niet door de pretendent zelf getekend of gezegeld maar zij dragen wel een stempel met het wapen van de tsaar. De personalia werden met een typemachine ingevuld. De diploma's zijn in cyrillisch schrift en in de Russische taal gesteld.
Op het diploma werd het kruis van de orde zoals dat voor de Tweede Wereldoorlog werd toegekend afgebeeld.
Om vervalsingen te voorkomen werd het diploma genummerd uitgegeven, het nummer zal hebben gecorrespondeerd met het serienummer achter op het kruis van de orde.
In de kop van het diploma is het Russische tsaristische wapen afgebeeld met daarnaast de jaartallen "1914" en "1917".